# George Carteret

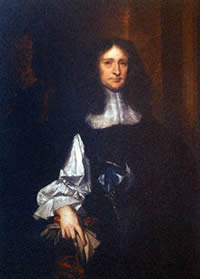
George Carteret

George Carteret, förste baronet, född omkring 1610 och död 18 januari 1680, var en engelsk ämbetsman.
Carteret deltog i det engelska inbördeskriget på kungens sida och gjorde tappert motstånd mot parlamentet även efter Karl I:s död. 1651 emigrerade han till Frankrike, återvände efter restaurationen och erhöll höga ämbeten. Carteret var intresserad av kolonisationen av Nordamerika och en av grundläggarna till kolonierna Carolina och New Jersey.